# Beatriz Barba
Beatriz Barba Ahuatzin, o Beatriz Barba de Piña Chan (Ciutat de Mèxic, 16 de setembre de 1928 - 29 de gener de 2021) fou la primera arqueòloga titulada de Mèxic i professora emèrita de l'Escola Nacional d'Antropologia i Història (ENAH), pionera en l'estudi de la història les religions, la màgia i la bruixeria.
Professora normalista diplomada el 1954 de l'Escola Nacional de Mestres, el 1957 ingressa a l'Escola Nacional d'Antropologia i Història (ENAH), on coneix el seu futur espòs, Román Piña Chan. És arqueòloga (1956) i etnóloga (1960) per l'Escola Nacional d'Antropologia i Història, mestra (1982) i doctora (1984) en ciències antropològiques per la Universitat Nacional Autònoma de Mèxic.
Va participar en les excavacions arqueològiques de Tlapacoya, a Tlatilco, Mèxic i a la Vall de Guadalupe, Jalisco. Va investigar les classes socials en el Districte Federal, va participar en el pla del Museu Nacional d'Antropologia, on va dissenyar la sala d'introducció. El 1965 va fundar i va ser sotsdirectora del Museu de les Cultures Populars. Investigadora de l'Institut Nacional d'Antropologia i Història, el 1986 estudiava la problemàtica socioeconòmica del pensament màgic a Mèxic. Darrerament, es dedicava a l'organització de la biblioteca de Piña Chan.